# Vizzola Ticino
Vizzola Ticino (Vizzoeula in dialetto varesotto e semplicemente Vizzola fino al 1863) è un comune italiano di 587 abitanti della provincia di Varese in Lombardia. È noto in particolare per essere stato sede dell'industria aeronautica Caproni.

## Geografia fisica

### Territorio

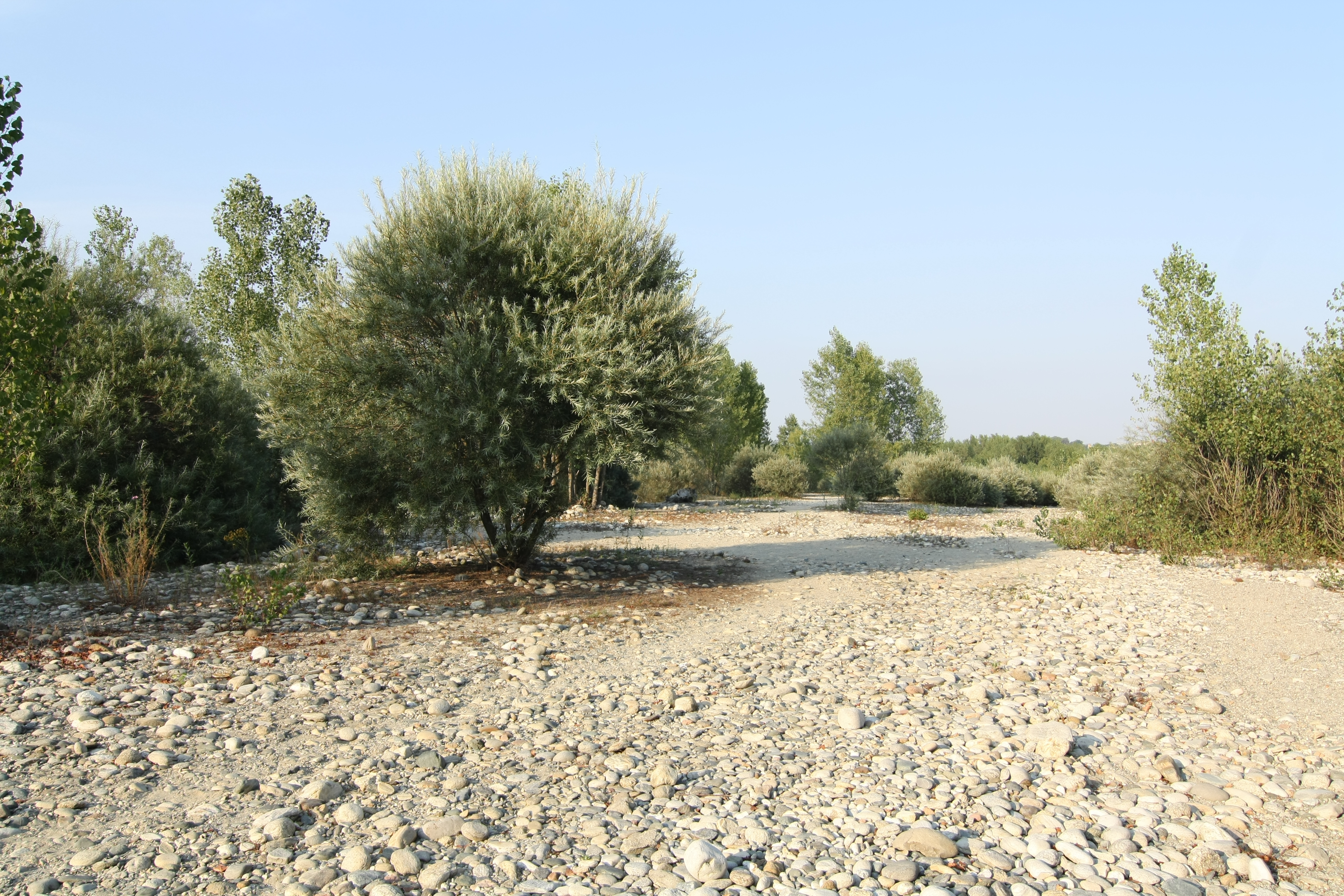
La grande spiaggia di Vizzola lungo il fiume Ticino

Posto nel centro della pianura varesina, adagiato in una grande ansa naturale del fiume Ticino lungo il canale Villoresi, a 200 metri di altitudine, il comune di Vizzola Ticino si trova al confine con la provincia di Novara e nelle immediate vicinanze dell'aeroporto della Malpensa.
Formato dai due centri di Vizzola e Castelnovate, è il comune più piccolo del Parco del Ticino.

### Clima
A Vizzola Ticino, nella frazione di Castelnovate, è attiva una stazione meteorologica gestita in collaborazione con il Centro Meteorologico Lombardo.

## Origini del nome
Sotto il profilo toponomastico si ritiene che il nome Vizzola derivi dalla parola dialettale "Vegiola" o "Vezzola", appunto, misura di vino usata nel bergamasco e nel piacentino. Diversi storici attribuiscono a questo paese una lontana specializzazione viticola, oggi completamente perduta.

## Storia
Le origini dell'abitato di Vizzola Ticino appaiono molto antiche, soprattutto nella frazione di Castelnovate dove, in campagne di scavo nel corso dei secoli, sono emersi numerosi resti archeologici risalenti a svariate epoche. Alcuni reperti risalenti al X secolo a.C. fanno ipotizzare la presenza di un insediamento proto-golasecchiano, golasecchiano o addirittura etrusco sul territorio, mentre altri ancora attestano con sicurezza la presenza romana. Gran parte delle sepolture rinvenute sono databili al periodo tardo della Cultura di La Tène (II e I secolo a.C.). La maggior parte di questi scavi venne condotta da Federico Caproni, fratello del più celebre Giovanni Battista attorno agli anni '30 del Novecento, partendo da una serie di scoperte casuali rinvenute dai contadini durante la lavorazione dei terreni per le sue bonifiche agricole nell'area. In località "Foresta Fugazza" venne rinvenuta una cisterna in conglomerato, rivestita al proprio interno di cocciopesto, di notevoli dimensioni come non se ne erano mai viste in Lombardia e probabilmente risalente all'epoca tardoromana come del resto una cisterna analoga rinvenuta a Castelseprio.

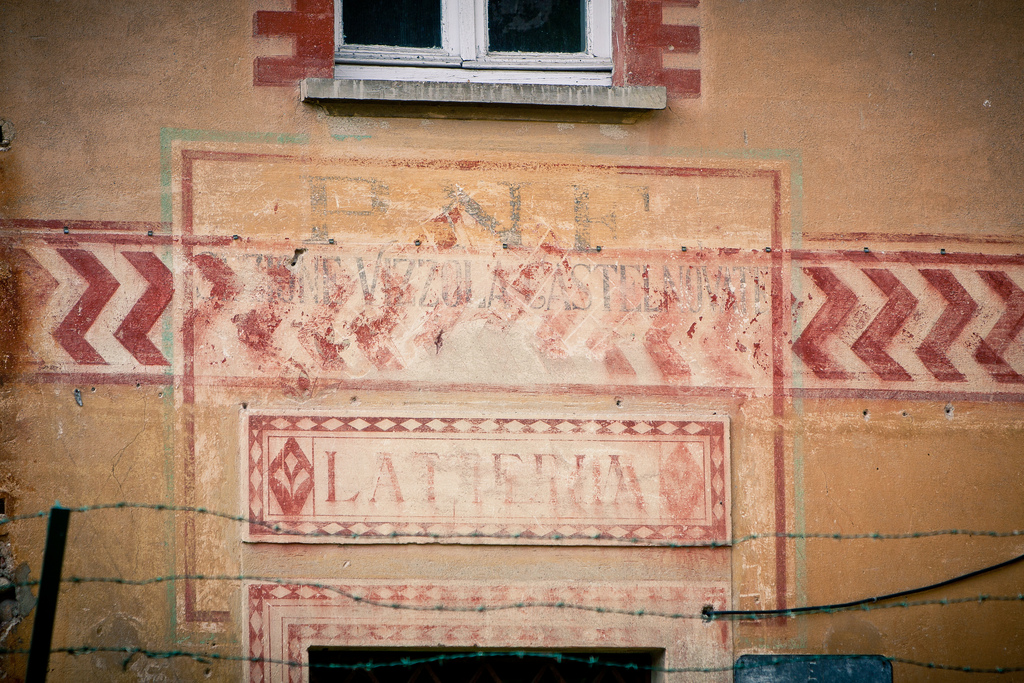
Insegna di un'antica corte del centro storico di Vizzola Ticino utilizzata a suo tempo come sede locale del P.N.F.

Nei pressi del cimitero locale, Giovanni Battista Caproni compì degli scavi e trovò una necropoli di epoca altomedioevale. Nel Medioevo Vizzola faceva parte del feudo di Quinzano, spettante a diverse nobili famiglie, tra le quali i Crivelli e, successivamente, i Visconti di Cislago (o di Somma), che ebbero nel loro rappresentante locale di maggior rilievo Cesare, marchese di Cislago. Vizzola rimase ai Visconti sino al 1716 quando passò per eredità al conte Carlo Francesco Ercole Castelbarco, erede universale del ramo dei Visconti di Cislago, il quale successivamente vendette gran parte dei propri possedimenti alla famiglia Della Croce. A quest'ultima famiglia si deve l'avvio di una prima campagna di bonifica del territorio.
Il paese di Vizzola ritrovò un nuovo slancio grazie all'insediamento in loco della famiglia Caproni nel 1909 che avviò un'importante industria aeronautica e a una più intensa, radicale, bonifica agricola di Vizzola e delle campagne circostanti. Il primo volo a bordo del primo aeroplano prodotto nel 1910 ebbe luogo proprio a Vizzola Ticino. Giovanni Battista Caproni, in seguito, fondò una scuola per piloti e un grande stabilimento di produzione del biplano trimotore CA-3, il primo di una lunga serie di bombardieri a marca Caproni.
La frazione di Castelnovate fu a lungo comune autonomo e venne poi annessa a Vizzola una prima volta durante l'epoca napoleonica (1809), per poi essere brevemente unita a Somma Lombardo (1811) e tornare nuovamente autonoma durante il Regno Lombardo-Veneto (1816). Con l'Unità d'Italia, Castelnovate fu nuovamente aggregata al comune di Vizzola, che assunse da allora la denominazione attuale (R.D. 28 febbraio 1869, n. 4947).

### Simboli
Lo stemma e il gonfalone sono stati concessi con decreto del presidente della Repubblica del 4 giugno 1990.
La prima metà dello stemma comunale riprende il blasone dei Crivelli, antica famiglia del patriziato milanese, proprietaria del luogo sin dal XV secolo. Nell'altra metà è rappresentata una torre merlata alla ghibellina e munita di finestra a quadrifoglio i cui ruderi sono tuttora visibili sulla sponda del Ticino presso la frazione di Castelnovate che un tempo fu un'importante zona fortificata.
Il gonfalone è un drappo partito di azzurro e di bianco.

## Monumenti e luoghi d'interesse

### Architetture religiose

#### Chiesa di San Giulio

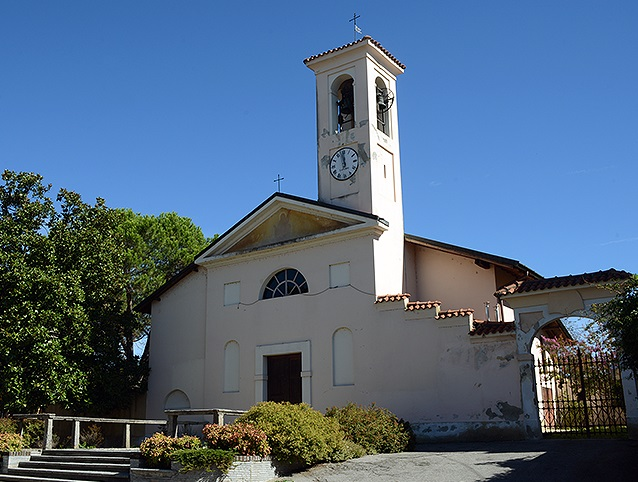
La chiesa parrocchiale di San Giulio

Ricostruita nel 1579 su un preesistente edificio di origini più antiche (venne citato anche nel Liber Sanctorum Mediolanensis di Goffredo da Bussero nel XIII secolo), la chiesa di San Giulio venne poi ampliata una prima volta nel 1674 e nuovamente alla fine del XVIII secolo.
Esternamente la chiesa presenta una facciata semplice, con finestre e nicchie cieche un tempo decorate ad affresco e sovrastata da un timpano classicheggiante dipinto. L'entrata, evidenziata da un'architravatura in granito, è sormontata da una finestra a lunetta ed è affiancata dal campanile, eretto nel corso dell'ultima ristrutturazione subita dalla chiesa nel Settecento.
Sull'altare maggiore di stile barocco si trova una Deposizione settecentesca che alcuni attribuiscono al pittore Carlo Marino di Oleggio.

#### Chiesa parrocchiale di Santo Stefano
Sita nella frazione di Castelnovate, fu edificata nel 1961.

### Architetture civili

#### Castello
Sito a Castelnovate (oggi visibile solo in ruderi), è di probabile origine alto medievale, forse innalzato sui resti di un tardo-antico castrum romano. I pochi resti, tra il paese e il Ticino, sono suggestivamente invasi dalla vegetazione. La struttura, a spina di pesce, è in ciottoli di fiume; la pianta è quadrangolare, con due robusti torrioni. Castelnovate, insieme con Pombia, fu uno dei più importanti punti di guado esistenti sulla strada Como-Novara, in posizione dominante sopra una stretta ansa del fiume Ticino.

#### Villa Della Croce-Caproni (o Villa Caproni)
Edificio in stile neoclassico, venne fatto erigere dalla famiglia Della Croce in uno spiazzo situato non lontano da un antico complesso fortificato alle dipendenze di altri castelli della zona quali il Castello Visconti di San Vito. Appartenuto ai Visconti fino alla fine del XVII secolo, il complesso fortificato era stato rilevato e ristrutturato dai Della Croce a partire dal 1749, al termine di una serie di passaggi di mano. Ulteriori cambi di proprietà si registrarono dal 1870 in poi, fino a quando, nel 1927, l'edificio fu acquistato da Federico Caproni, fratello di Gianni, cofondatore della Società d'Aviazione Fratelli Caproni. A quest'ultimo si devono la costruzione della torretta che svetta dall'area posteriore al frontone della facciata, oltre alla sistemazione di una sala-teatro e a importanti ristrutturazioni del complesso di antichi edifici circostanti alla villa.
Impostata su un impianto a "U" aperta verso la chiesa di San Giulio, la villa si presenta con una facciata centrale dotata di tre arcate e coronata da timpano triangolare. Il cancello di accesso alla villa, in ferro battuto, fu scolpito nel Settecento come un intreccio di rami e foglie.

#### Villa Malpensa (già Villa Caproni)

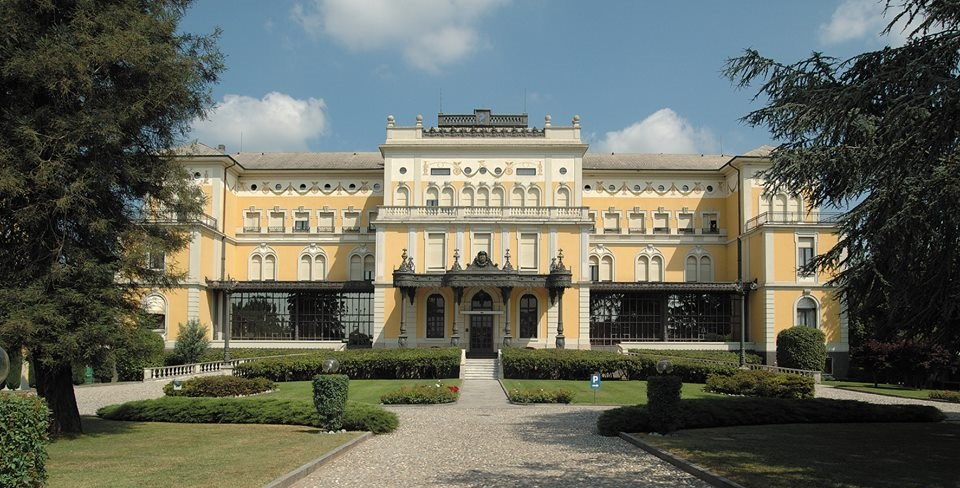
Villa Malpensa (già Villa Caproni)

La villa, posta in posizione dominante attorno a una vasta area coltivata che era un tempo alle dipendenze della stessa, venne fatta realizzare nel 1920 dal Giovanni Battista Caproni come propria residenza nei pressi dei campi di volo dove era solito svolgere le proprie esercitazioni. La struttura, caratterizzata da un'imponente facciata con struttura a "E", si staglia su tre piani ed è decorata con stucchi e pitture a fascione nella parte superiore, mentre il primo piano è abbellito da decorazioni in bronzo e da uno splendido patio d'ingresso in stile Liberty recuperato dalla vecchia Stazione Centrale di Milano, su cui venne montato lo stemma dei futuri conti Caproni con inciso il motto Senza cozzar dirocco, inventato per loro da Gabriele D'Annunzio. Rilevante all'interno è il "Salone degli Affreschi", la sala principale della villa che riproduce fedelmente la “Sala Reale”, l'ex sala d'aspetto dei Reali d'Italia della vecchia Stazione Centrale di Milano: essa si presenta impreziosita da stucchi, lesene e altorilievi con doratura in oro zecchino e con la volta mirabilmente affrescata nel 1933 dal pittore Giovanni Battista Jemoli che ripropose momenti di vita agreste e politica della comunità di Vizzola Ticino.
Posta lungo la strada principale che introduce in paese, la villa nella sua realizzazione inglobò nella sua proprietà anche un oratorio del Settecento che è visibile ancora oggi sul muro di cinta destro, immerso nel parco che circonda l'abitazione. Di fronte alla villa si trova una cascina che venne voluta da Federico Caproni, il quale si distinse nell'area come imprenditore agricolo e, facendosi forza della base d'appoggio costituita dalla villa del fratello, decise di bonificare interamente l'area (il cui terreno era caratterizzato da un acciottolato infruttifero) rendendola coltivabile e ideale per l'allevamento della bufala lombarda, una specie oggi come allora poco utilizzata eppure autoctona dei luoghi.
Data la sua posizione strategica, posta a poche centinaia di metri dall'aeroporto di Malpensa, la villa è stata trasformata in un hotel.

#### La centrale idroelettrica di Vizzola

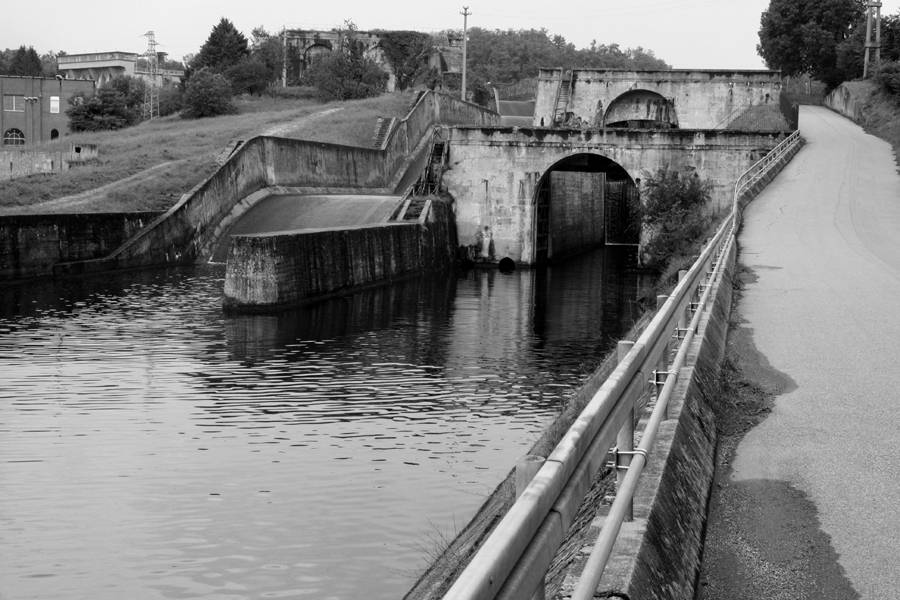
La centrale idroelettrica di Vizzola

Suggestiva per l'architettura e per gli scivoli d'acqua, la centrale idroelettrica di Vizzola venne inaugurata il 9 ottobre 1901 dopo quattro anni di lavori, alla presenza di re Vittorio Emanuele III e della regina Elena. La capacità della centrale era all'epoca di 19.000 cavalli ed era una delle più potenti in Italia: la centrale rappresentava inoltre un importante esempio di ingegneria idraulica, la prima del suo genere costruita nel Regno. La struttura venne completamente ristrutturata e ammodernata nel 1937, lavori che le fecero assumere l'aspetto attuale.
La centrale era inoltre dotata di quattro conche che permettevano alle barche il passaggio lungo il canale Villoresi.
La gestione della centrale, inizialmente affidata alla Società Lombarda sorta nel 1897, nel 1942 venne affidata alla Vizzola S.p.A. che nel 1962 venne assorbita definitivamente dall'ENEL.
Oggi, attorno alla centrale idroelettrica di Vizzola, si snodano numerosi percorsi ciclo-pedonali.

#### Ex Officine Aeronautiche Caproni

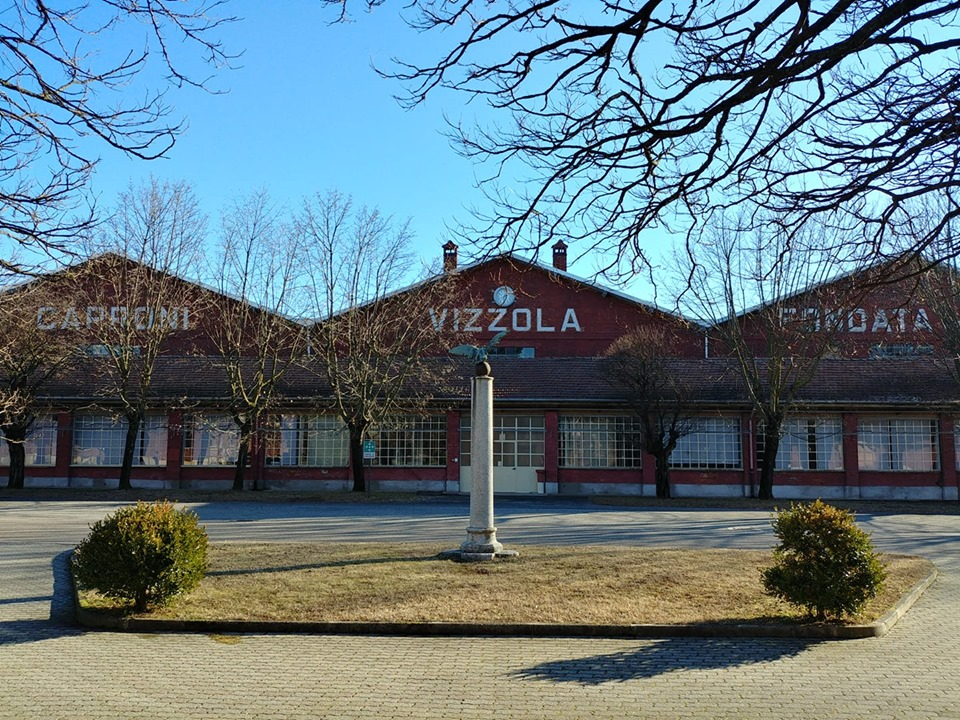
I capannoni delle Officine Caproni che ora ospitano il parco-museo di Volandia.

Ora sede del Parco e Museo del Volo di Volandia, le ex officine aeronautiche Caproni sono un complesso di edifici industriali risalenti al 1915 e fatte realizzare da Giovanni Battista Caproni, fondatore della famosa casa aeronautica e inventore del triplano. Il maestoso ingresso, caratterizzato da un portale con due alte colonne sovrastate dalle insegne dell'Aeronautica militare italiana, porta nell'architrave il motto dannunziano Senza cozzar dirocco, della famiglia Caproni. Il museo, organizzato in hangar come era in origine quando la sua funzione era quella di produrre velivoli, ospita ancora oggi una serie di esposizioni dedicate al volo e all'intuito geniale dei fratelli Caproni agli albori dell'esperienza di volo dell'aeronautica italiana ai primi del Novecento. Sono inoltre esposti alcuni velivoli e prototipi realizzati dalla ditta Caproni. Attualmente le ex officine sono di proprietà della società Leonardo S.p.A.

#### Pista prove Pirelli
A Vizzola Ticino si trova una pista prove su strada di proprietà della Pirelli, azienda italiana per la produzione di pneumatici che qui vengono testati su diverse tipologie di veicoli. La pista, inaugurata del 1969, dispone di un percorso di 2.460 metri, si estende su una superficie totale di 260.000 m² e ha la caratteristica di poter essere bagnata artificialmente così da testare il comportamento degli pneumatici anche in condizioni di manto stradale bagnato.

## Società

### Evoluzione demografica
- 120 nel 1751
- 132 nel 1805
- 250 per annessione di Castelnovate nel 1809
- annessione a Somma nel 1811
- 210 nel 1853
- 276 nel 1861

Abitanti censiti

## Amministrazione

### Sindaci durante la Repubblica Italiana
| Periodo | Periodo   | Primo cittadino  | Partito                          | Carica  | Note      |
| ------- | --------- | ---------------- | -------------------------------- | ------- | --------- |
| 2009    | 2019      | Romano Miotti    | Lista civica Insieme per Vizzola | Sindaco | 2 mandati |
| 2019    | in carica | Roberto Nerviani | Lista civica Cambiare in comune  | Sindaco |           |